# Hendrik Mol
Hendrik Nikolai Mol (* 10. März 1994 in Strandvik) ist ein norwegischer  Beachvolleyballspieler.

## Karriere
Mit Lars Fredrik Tvinde erreichte Mol 2013 das Endspiel der U22-Europameisterschaft in Varna. Ein Jahr später stand er mit Christian Sørum, dem späteren Partner seines Bruders Anders, im Halbfinale der U21-WM in Larnaka auf Zypern. In der gleichen Saison begann er an der University of Hawaiʻi at Mānoa, Hallenvolleyball zu spielen. In seinem ersten Studienjahr startete er als Diagonal- und Außenangreifer, im Senior-Spieljahr erkämpfte er sich einen Stammplatz im Team der Universität und wurde ausschließlich als Mittelblocker eingesetzt.
Seit dem 30. Juli 2016 bilden Mathias Berntsen und Hendrik Mol ein Beachteam. Größter Erfolg des Duos war zunächst das Erreichen des Viertelfinales der Beachvolleyball-Europameisterschaften 2020, als sie erst gegen die späteren Finalteilnehmer Wjatscheslaw Krassilnikow und Oleg Stojanowski in zwei Sätzen unterlagen. Die beiden Norweger erkämpften sich anschließend genügend Punkte, um sich für die Weltmeisterschaften in Rom zwei Jahre später zu qualifizieren. Im ersten Spiel bei dieser Veranstaltung besiegten sie die US-Amerikaner Chaim Schalk und Theodore Brunner in drei Sätzen. Nach der Niederlage gegen die Tschechen Ondřej Perušič / David Schweiner gelang den beiden Nordeuropäern wiederum ein Sieg gegen Ainadino Martinho und Jorge Monjane aus Mosambik. Mit dem erreichten zweiten Platz in Gruppe F qualifizierten sich Mol und Berntsen für die erste Hauptrunde. Dort waren jedoch die Australier Mark Nicolaidis und Izac Carracher zu stark, sodass am Ende der Wettkämpfe ein geteilter siebzehnter Platz auf der Habenseite der beiden norwegischen Athleten stand. Beim anschließenden Challenge-Event in Agadir erreichten sie das Finale.

## Privates
Der jüngste der vier Mol-Brüder heißt Adrian und spielt ebenso Beachvolleyball wie die älteren und Schwester Sofia Melina, die außerdem noch Außenangreiferin der norwegischen U17-Hallenvolleyballnationalmannschaft ist. Markus Mol hat schon das Finale der U21-Europameisterschaft erreicht, während sich Anders gemeinsam mit Christian Sorum Olympiasieger, Welt- und vierfacher Europameister nennen darf. Die beiden sind die Beachvolley Vikings, wobei Anders Wert darauf legt, dass der Erfolg ohne das Training mit dem ältesten Bruder Hendrik und dessen Partner Mathias Berntsen, der außerdem der Cousin der Mol-Brüder ist, nicht möglich wäre. Betreut und trainiert werden die vier von Mutter Merita Berntsen Mol, einer 65-fachen Hallennationalspielerin, Vizeeuropameisterin und Teilnehmerin an den Olympischen Spielen 1996 im Beachvolleyball, und von Vater Kåre Mol, der 2019 zum Beachvolleyballtrainer des Jahres in Europa gewählt wurde.